# Jean-Claude Diamant-Berger
Pour les articles homonymes, voir Diamant-Berger.
Jean-Claude Diamant-Berger est un poète français né le 7 mars 1920 à Paris et mort au champ d'honneur le 2 août 1944 à Caen.
Il est le fils du cinéaste Henri Diamant-Berger (1895-1972).

## Biographie
Le destin de Jean-Claude Diamant-Berger est de ceux qui frappent par leur fulgurance et leur caractère tragique. En ce nom, auquel un père cinéaste avait donné quelque éclat, se conjuguent en effet la poésie, la révolte et la liberté — une liberté pour laquelle le futur Cadet de la France libre donnera sa vie en 1944, à l’âge de 24 ans.
Autant dire que le jeune poète ne se paie pas de mots : l’écriture est, pour lui, indissociable de l’engagement. Telle est, d’ailleurs, l’une des raisons de sa rupture d’avec Les Réverbères, groupe néo-dadaïste dont il participa à la fondation, en 1937. Fruit d’une rencontre fortuite avec Jacques Bureau, qui cherchait de jeunes poètes pour lancer une revue, l’adhésion de Jean-Claude Diamant-Berger aux mots d’ordre des Réverbères n’est pas, d’emblée, sans réserves. Car s’il est un fidèle du « Champo », puis du caveau Camille Desmoulins, où les Réverbères organisent des concerts de jazz, s’il donne des textes dans toutes les publications du groupe, dont un bon nombre dans la revue éponyme Les Réverbères, Jean-Claude Diamant-Berger marque presque d’entrée de jeu son désaccord avec le devoir d’abstention politique que prône le collectif mené par Bureau. Ainsi refuse-t-il en juin 1938 de signer le manifeste « Démobilisation de la poésie » diffusé dans le second numéro des Réverbères, où figuraient aussi ses tout premiers poèmes. Il se rapproche d’ailleurs sur ce point de son compagnon Jean-François Chabrun, avec lequel il cosigne en mars 1939 une « Lettre ouverte » aux Réverbères rappelant qu’à leurs yeux, « le poète n’a le droit de vivre que s’il aide à la révolution internationale marxiste et prolétaire ». Cet effort pour lier ensemble poésie et engagement, c’est du côté surréaliste que Jean-Claude Diamant-Berger le cherchera ensuite. Dès 1939, il adhère à la Fédération internationale de l’art révolutionnaire indépendant, FIARI, dont Breton est le représentant en France et, pendant l’hiver de la guerre, milite aux côtés des surréalistes pour la IVe Internationale — espérant, dit-il, « voir de cette crise jaillir une révolution internationale ».
Mais à la suite d'une perquisition de police, qui découvre chez lui une correspondance compromettante mettant notamment en cause Jean-François Chabrun, Benjamin Péret, Léo Malet et Beno Stenberg, il est arrêté et emprisonné à la Santé. Il s’en évade en 1940 pour gagner Toulouse, où il est démobilisé et reversé dans les Chantiers de Jeunesse. Jean-Claude Diamant-Berger rejoint alors Jean-François Chabrun au sein de La Main à plume, avec Christian Dotremont, J-V Manuel, Marc Patin, Robert Rius, Noël Arnaud et Jacques Bureau). Sous le pseudonyme de Paul Chancel, qui sera utilisé ensuite par d’autres auteurs du collectif, il donne deux poèmes et une courte prose poétique dans la plaquette Géographie nocturne, qui paraît le 9 septembre 1941.

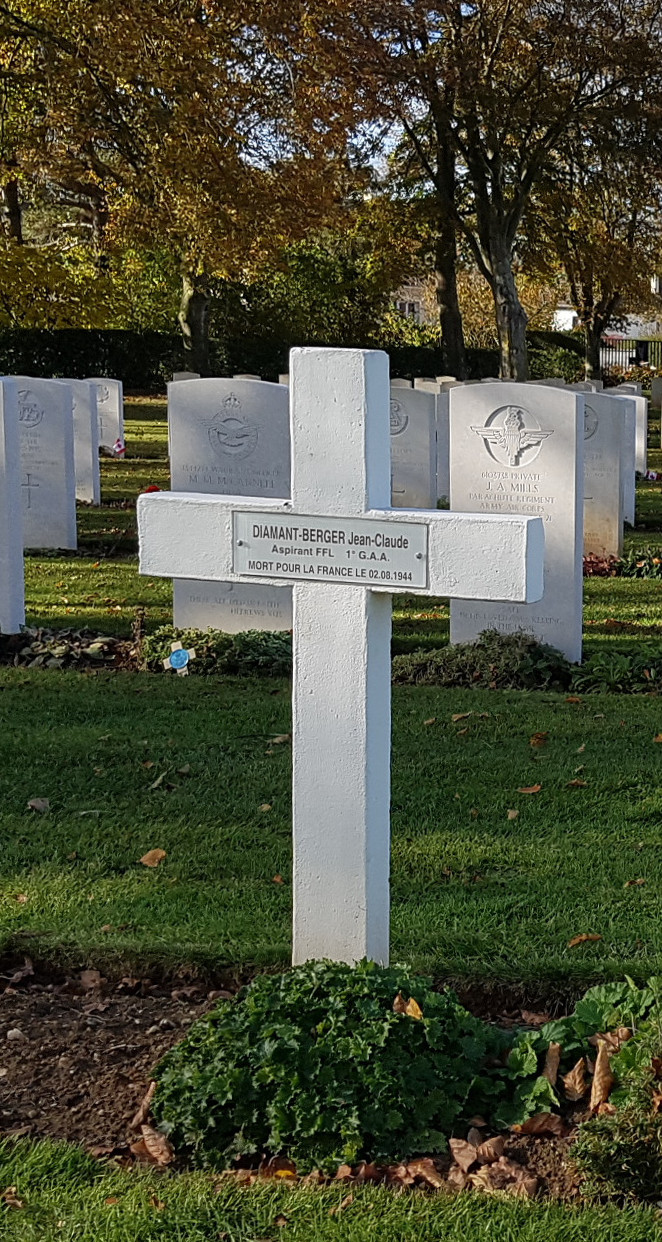
sa tombe à Ranville

Entretemps, le jeune poète s’est envolé pour les États-Unis, où il retrouve sa famille, avant de gagner le sud de Worcester, en Angleterre. Là, le général de Gaulle a créé l'École des cadets de la France libre, où furent formées cinq promotions de jeunes aspirants parachutistes, qui participèrent à tous les combats de la libération. Jean-Claude Diamant-Berger appartient à la promotion « Fezzan-Tunisie ». Pendant sa formation, où son grand ami est le futur artiste peintre Jacques Bouffartigue, il continue d’écrire et se convertit au catholicisme, conversion dont ses poèmes de l’époque gardent une forte empreinte.
Aspirant en août 1943, Jean-Claude Diamant-Berger choisit les parachutistes et, après sa formation, est affecté au 3e bataillon SAS (Special Air Service), 3e RCP (régiment chasseur parachutiste).

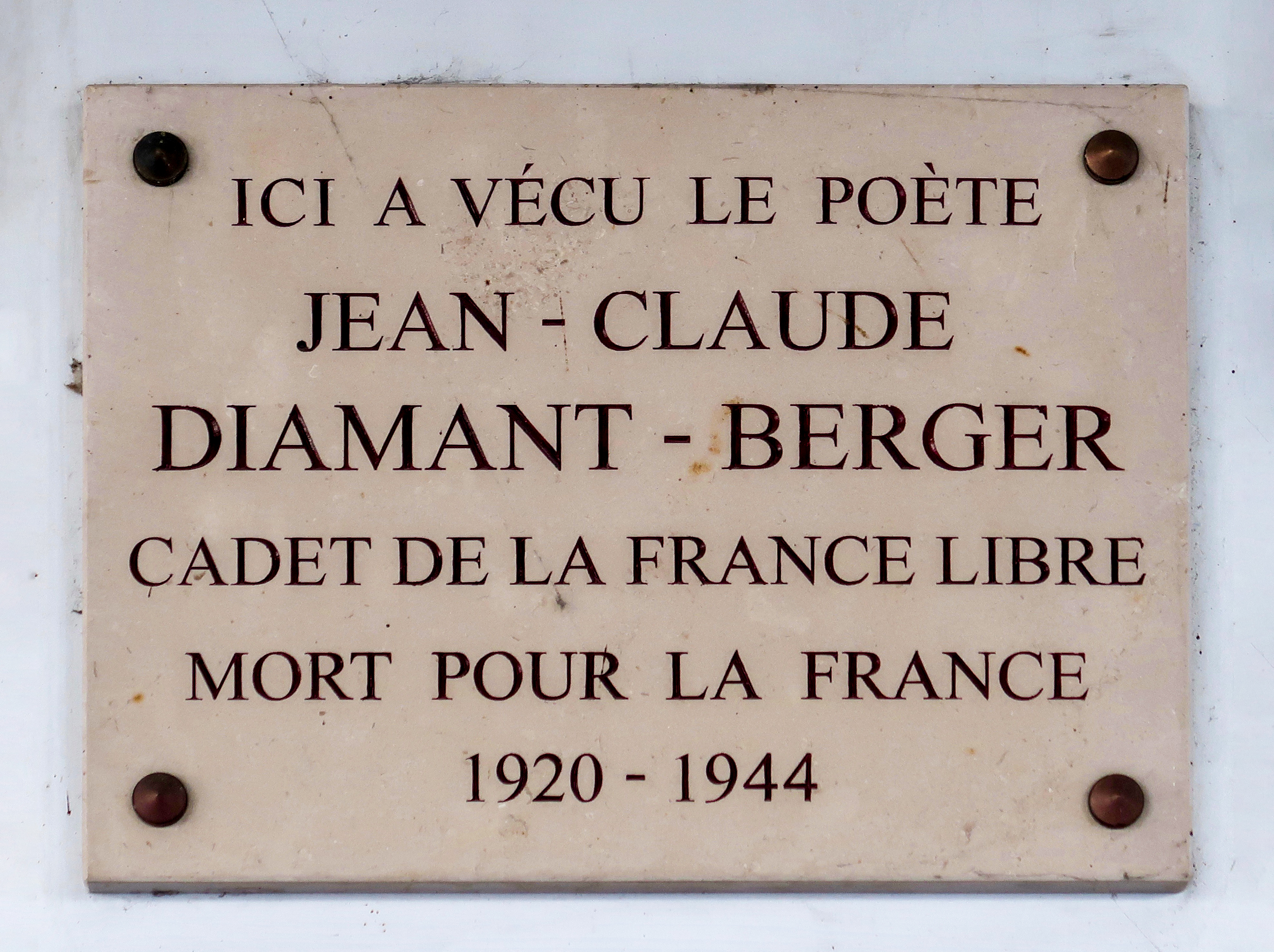
Plaque 288 rue Saint-Jacques (Paris).

En 1944, il arrive à Bayeux, où il est affecté au service photo-presse-cinéma et photographie  la célébration du 14 juillet à Caen. Il est tué le 2 août 1944 alors qu’il se trouve en mission sur les bords de l'Orne. Il est enterré au cimetière militaire britannique de Ranville. Son nom figure au Panthéon, sur la plaque dédiée aux poètes morts au champ d'honneur et sur une stèle au Jardin des Poètes, porte d'Auteuil à Paris. Son nom figure sur une stèle du mémorial des reporters de Bayeux. Une plaque commémorative portant son nom et sa qualité de poète et de Cadet de la France libre a été apposée le 22 octobre 2007 au 288, rue Saint-Jacques, à Paris (5e arrondissement).

## Publications

### Ouvrages
- Poèmes, fascicule préfacé par Raymond Aron, Londres, 1944.
- « Poèmes », in L'Éternelle revue, Éluard, 1945 (intervention collective).
- La Résistance et ses poètes - France 1940-1945, éditions Pierre Seghers.
- Poèmes d'Éverlor, Pierre Seghers, 1951.
- Coloriage en l'honneur de Federico Garcia Lorca mort, GLM, 1971.

### Revues
- Les Réverbères (1938-1939).
- Clé (1939).
- La main à plume (1941-1944).
- Anthologie du Surréalisme sous l'occupation (janvier 2008).

### Recueils posthumes
- Poète oublié, ami inconnu, édition Glyphe et Biotem, avril 2004. Volume réalisé par Claudine Lassner, nièce de Jean-Claude Diamant-Berger.
- Je suis un arbre dévoré d'images, édition Glyphe, octobre 2007. Volume présenté par Stéphanie Caron, membre du Centre de recherche sur le surréalisme.

## Manifestations

### Spectacle
- La porte s'ouvre comme un fleuve, montage poétique d'Éric Meyleuc et Pedro Vianna pour l'association Actes de présence : poèmes et textes de Jean-Claude Diamant-Berger dits et joués par É. Meyleuc, Stéphanie Peschard et P. Vianna sur les improvisations musicales de Dominique Feniès (piano, flûte, bâton de pluie), 2004 ; mise en scène collective des quatre participants.

Présenté à :
- Saint-Denis, CICEP, université de Paris VIII, Printemps de poètes, mars 2004.
- Paris, (Société des poètes français), juin 2004.
- Guer, (Musée du Souvenir des Écoles militaires - Saint-Cyr-Coëtquidan), extraits, juin 2005.dans le cadre de l'hommage rendu aux Cadets de la France libre Ils ont consolé la France.
- Paris, Mémorial du maréchal Leclerc de Hauteclocque-Musée Jean Moulin, juin 2006.
- Paris, (XVIIe Journée mondiale de la poésie organisée Giulia Bogliolo Bruna, présidente de l'Association Poesia-2 Ottobre de Paris et le Centre d'information et d'études sur les migrations iInternationales (CIEMI), octobre 2007. Je me souviens.
- Paris, exposition « La Plume et le Pinceau » Jean-Claude Diamant-Berger ses dessins et Jacques Bouffartigue ses peintures, deux artistes Cadets de la France Libre, décembre 2007 à la mairie du 16e
- Paris, Mémoire et espoirs de la Résistance, récital de poésie et de chanson de la Résistance placé sous la haut patronage des ministres de l'Éducation nationale, de la Culture et des Anciens combattants, avril 2008 aux Invalides.

### Conférence
- Des "Réverbères" à "La Main à plume". Destins croisés de Jean-Claude Diamant-Berger et du surréalisme, par Stéphanie Caron, Mémorial du maréchal Leclerc de Hauteclocque-Musée Jean Moulin, juin 2006.

### Filmographie
- 2004 : « Everlor », Jean-Claude Diamant-Berger, documentaire de Jérôme Diamant-Berger, Couleur Films, Paris.